# Мясоедов, Пётр Евгеньевич
Пётр Евге́ньевич Мясое́дов (1867 — 27 сентября [10 октября] 1913) — русский живописец, сторонник академизма, второстепенная фигура среди петербургских художников времён Серебряного века, близкий ученик и помощник Ильи Репина, педагог; мастер исторической картины и декоратор-монументалист, также работал как жанрист. Преподаватель Высшего художественного училища при Императорской Академии художеств (с 1899).

## Биография и творчество
Родился в 1867 году. Начальное художественное образование получил в Московском училище живописи, ваяния и зодчества, с 1891 года продолжил обучение в Академии художеств — Высшем художественном училище, где его наставником стал Илья Репин. В 1893 и 1894 годах был награждён малой и большой серебряными медалями. В 1896—1897 годах преподавал в петербургской художественной студии княгини Тенишевой, вести занятия Мясоедову-студенту доверил Репин, видевший в своём ученике «будущего профессора-руководителя».
В начале 1897 года принимал участие в выставке эскизов Академии художеств, выставленная работа была охарактеризована И. Е. Репиным как «прекрасная вещь», мастер причислял её к ряду «впечатляющи[х] и глубоко художественны[х] холст[ов]». Осенью того же года участвовал в конкурсной выставке Академии художеств, представив историческое полотно «Сожжение протопопа Аввакума» (холст, масло; 302×458 см). За эту работу 1 ноября 1897 года получил диплом на звание художника и право поездки за границу в качестве пенсионера Академии художеств.
В 1898 году гравюра, сделанная с картины Ю. К. Шюблером, была опубликована в журнале «Нива», назвавшем «Сожжение протопопа Аввакума» «одн[ой] из лучших картин конкурсной академической выставки 1897 г.». Отзывы появились в журналах и газетах «Жизнь» (1897. Т. II, № 31—33. С. 239—240), «Театр и искусство» (1897. № 45. С. 809), «Санкт-Петербургские ведомости» (1897. 26 ноября. № 324), «Петербургская газета» (1897. 7 ноября), «Нива» (1898. № 8. С. 155; 1913. № 42. С. 840).
В 1898—1899 годах жил и работал в Европе, затем вернулся в Петербург. C конца 1899 года преподавал рисунок в гипсо-фигурном классе Высшего художественного училища при Академии художеств. В числе учеников Мясоедова, оставивших о нём воспоминания, были П. Д. Бучкин, А. А. Кокель и др.

…Будучи учеником Академии, я писал классный этюд, пользуясь всеми красками, какие можно было достать в красочной лавке. Но, несмотря на богатую палитру, не мог добиться необходимой воздушности, объёмности тела и его рельефа. На этот недостаток мне указал дежурный профессор Пётр Евгеньевич Мясоедов. На мой вопрос, как это исправить, он сказал:

— Протрите всю фигуру в тенях, кроме фона, сиеной с охрой, и вы получите разницу между воздушным пространством, окружающим натурщика, и всей перспективой фона в мастерской.

Послушав совета, я получил необходимый результат. <…> Моя ошибка была исправлена практическим указанием, высказанным простым языком и попавшим прямо в цель.— П. Д. Бучкин
В 1905 году, после событий Кровавого воскресенья, в числе 113 художников и скульпторов Мясоедов подписал «Резолюцию художников», осуждавшую политику правительства и призывавшую к обновлению государственного строя, «полной свободе совести, слова и печати, свободе союзов и собраний и неприкосновенности личности». Резолюция была напечатана в газете «Право» 8 мая 1905 года, после её опубликования газета была закрыта властями.
В 1900-х годах в составе группы русских художников (В. М. Васнецов, А. А. Киселёв, А. М. Корин, В. Д. Болотнов, Н. А. Бруни, Д. И. Киплик, А. Н. Новоскольцев, А. П. Судковский, В. Е. Савинский и др.) П. Е. Мясоедов принимал участие во фресковой росписи храма-памятника Александра Невского в Софии. Им выполнены изображение Бога Саваофа (высота фигуры — 6 м, расстояние между ладонями разведённых рук — 10 м) для центрального купола, фреска «Исцеление расслабленного в Вифезде», расположенная в верхней части храма, фреска «Воскрешение дочери Иаира» в южном приделе храма.
«Тонкий художник, прекрасный и культурный педагог, он <…> опустился и погиб в силу бытовых условий и порока, столь свойственного представителям русского искусства», — писал о Мясоедове Н. Э. Радлов.
П. Е. Мясоедов умер в 1913 году. Похоронен на петербургском Смоленском православном кладбище. Могила находится на пересечении 3-й и Кривой дорог (участок 112). На могиле установлен бетонный крест с раковиной. Распоряжением правительства Санкт-Петербурга могила Петра Мясоедова внесена в перечень захоронений «известных граждан, внёсших значительный вклад в историю России и Санкт-Петербурга».

## Наследие и память
Материалы, связанные с жизнью и творчеством П. Е. Мясоедова, находятся в Российском государственном историческом архиве в Петербурге.
Картина «Сожжение протопопа Аввакума» находилась в собрании Музея Академии художеств, в 1930-х годах была передана в Государственный музей истории религии. Исследователь В. И. Малышев указывает на влияние картины П. Е. Мясоедова на работу неизвестного рисовальщика 1910-х годов «Сожжение Аввакума и его единомышленников в Пустозерске», также хранящуюся в собрании Музея истории религии.
На начало XXI века (по состоянию на 2015 год), фрески работы Мясоедова в софийском Храме Св. Александра Невского находятся в разрушающемся состоянии — выполненное им изображение Бога Саваофа в центральном куполе более чем наполовину утрачено.
П. Е. Мясоедов за работой запечатлён на картине Д. Н. Кардовского, бывшего его товарищем и соучеником по мастерской И. Е. Репина. В 2016 году картина Кардовского «На озере, П. Е. Мясоедов на этюдах» (1895) была представлена на выставке «Илья Ефимович Репин и ученики» в Ярославском художественном музее.